# OK Ravinen
Der Orienteringsklubben Ravinen ist ein Orientierungslaufverein aus der schwedischen Gemeinde Nacka in der Provinz Stockholms län.
Der Verein wurde am 2. Dezember 1950 gegründet. Die größten Erfolge feierte Ravinen Ende der 1970er und Anfang der 1980er Jahre, als die Herrenstaffel dreimal bei der Tiomila und zweimal bei der Jukola in Finnland gewann. Die Frauenstaffel gewann zwischen 1979 und 1981 die Tiomila dreimal in Folge. 1981 und 1982 gewann der OK Ravinen die 25-manna, ein Wettkampf bei dem Frauen, Männer und Nachwuchsläufer in einer Staffel antreten.

## Erfolge
Tiomila:
- Sieger Herren: 1977, 1979, 1981
- Sieger Damen: 1979, 1980, 1981

25-manna:
- Sieger: 1981, 1982

Jukola:
- Sieger: 1980, 1982

## Bekannte Athleten
- Dainora Alšauskaitė (* 1977)
- Gustav Bergman (* 1990)
- Radka Brožková (* 1984)
- Annichen Kringstad (* 1960)
- Lars Lönnkvist (* 1957)
- Olle Nåbo (* 1956)